# Unnütze
Die Unnütze (auch Unnutze genannt) sind ein Bergmassiv nordöstlich des Achensees zwischen Achenkirch und Steinberg am Rofan in den Brandenberger Alpen in Tirol, Österreich.
Das Bergmassiv besteht aus drei Gipfeln und verläuft in Nord-Süd-Richtung. Die Gipfel sind der Hinterunnütz (2007 m), der Hochunnütz (2075 m) und der Vorderunnütz (2078 m). Im Allgemeinen wird jedoch der Vorderunnütz als Unnütz bezeichnet.

## Anstiege
Die Unnütze werden von Steinberg über die Steinberger Kotalm in drei Stunden erstiegen. Der Aufstieg ist auch vom Kögljochsattel in eineinviertel Stunden und von Achenkirch über die Reineralm in vier Stunden möglich.

## Weblinks

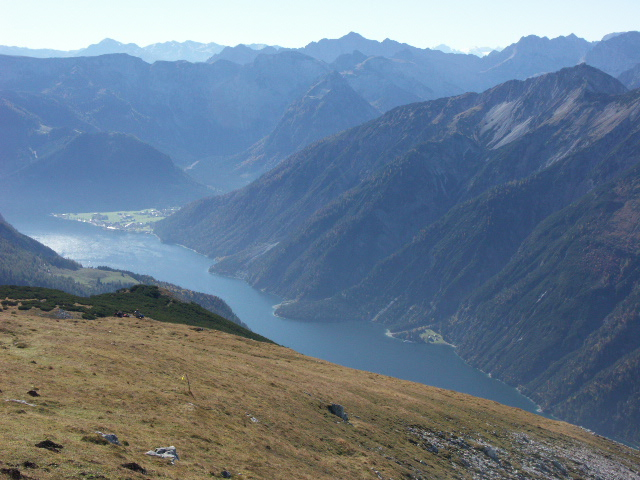
Ausblick auf den Achensee Richtung Pertisau und ins Karwendelgebirge.